# Danh sách tòa nhà cao nhất theo tỉnh thành

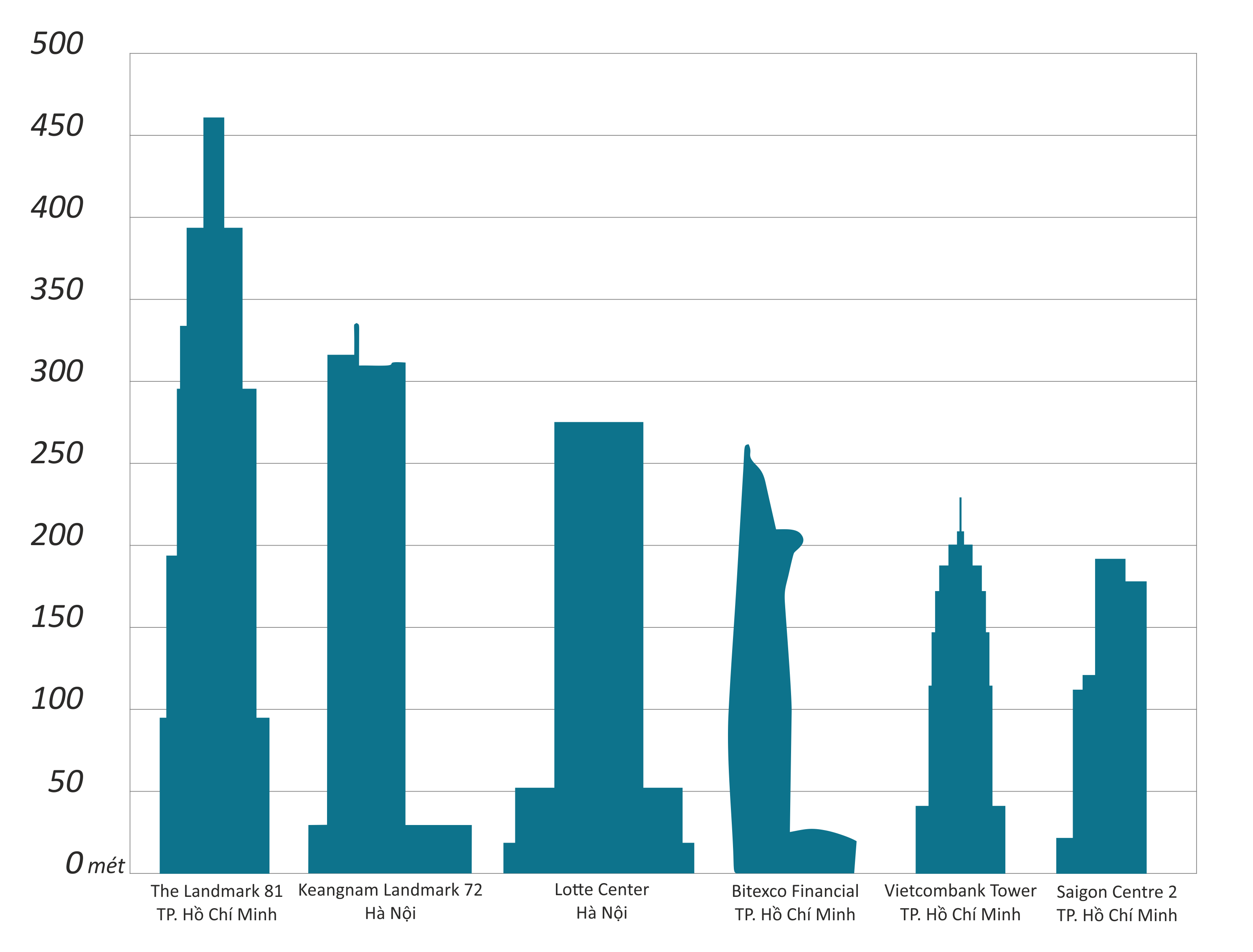
Các tòa nhà cao nhất Việt Nam trước năm 2021.

Dưới đây là Danh sách tòa nhà cao nhất theo tỉnh thành ở Việt Nam. Danh sách chỉ liệt kê các tòa nhà cao nhất đã hoàn thành hoặc đã cất nóc ở mỗi tỉnh thành, không bao gồm các tháp truyền hình, trụ cột, cột ăng-ten,... Có 53 tòa nhà nằm ở các quận trung tâm thành phố hoặc tỉnh lỵ. Tòa nhà cao nhất ở Việt Nam hiện tại là Landmark 81 ở Thành phố Hồ Chí Minh cao 461,2 mét, cao hơn tổng chiều cao của các tòa nhà cao nhất ở 11 tỉnh cuối cùng trong danh sách cộng lại.

## Tòa nhà cao nhất ở mỗi tỉnh thành
Danh sách này chỉ liệt kê một tòa nhà cao nhất ở mỗi tỉnh thành (đã hoàn thành hoặc cất nóc)
| Tỉnh thành            | Vị trí                | Tòa nhà                                                     | Hình ảnh                                                                 | Chiều cao m (ft)   | Số tầng | Hoàn thành      | Công năng             | Tham khảo |
| --------------------- | --------------------- | ----------------------------------------------------------- | ------------------------------------------------------------------------ | ------------------ | ------- | --------------- | --------------------- | --------- |
| An Giang              | Long Xuyên            | Marina Plaza Long Xuyên                                     |                                                                          | 74,6 m (245 ft)    | 23      | 2020            | Căn hộ / Khách sạn    | [ 1 ]     |
| Bà Rịa – Vũng Tàu     | Vũng Tàu              | The Sóng                                                    |                                                                          | 128,9 m (423 ft)   | 36      | 2022            | Căn hộ                | [ 2 ]     |
| Bạc Liêu              | Bạc Liêu              | Bạc Liêu Tower                                              |                                                                          | 73,4 m (241 ft)    | 18      | 2019            | Khách sạn / Văn phòng | [ 3 ]     |
| Bắc Giang             | Bắc Giang             | Mandala Hotel & Suites                                      | Thành phố bắc giang.jpg                                                  | 108 m (354 ft)     | 29      | 2020            | Khách sạn             |           |
| Bắc Kạn               | Bắc Kạn               | Khách sạn Bắc Kạn                                           |                                                                          | 38 m (125 ft)      | 10      | 2004            | Khách sạn             |           |
| Bắc Ninh              | Bắc Ninh              | Bac Ninh Marriott Hotel                                     |                                                                          | 130,1 m (427 ft)   | 33      | 2026 (Cất nóc)  | Khách sạn             | [ 4 ]     |
| Bến Tre               | Bến Tre               | Diamond Star Hotel                                          |                                                                          | 73,3 m (240 ft)    | 15      | 2020            | Khách sạn             | [ 5 ]     |
| Bình Dương            | Thủ Dầu Một           | Happy One Central                                           |                                                                          | 146,3 m (480 ft)   | 40      | 2024            | Căn hộ                | [ 6 ]     |
| Bình Định             | Quy Nhơn              | TMS Pullman Quy Nhon                                        | Canô qua MerryLand.jpg                                                   | 168,8 m (554 ft)   | 42      | 2020            | Khách sạn             | [ 7 ]     |
| Bình Phước            | Đồng Xoài             | Khối nhà khám và điều trị Bệnh viện Đa khoa tỉnh Bình Phước |                                                                          | 40 m (131 ft)      | 9       | 2020            | Bệnh viện             | [ 8 ]     |
| Bình Thuận            | Phan Thiết            | Apec Mandala Wyndham Mũi Né                                 |                                                                          | 98,3 m (323 ft)    | 27      | 2023            | Căn hộ / Khách sạn    | [ 9 ]     |
| Cà Mau                | Cà Mau                | Muong Thanh Luxury Ca Mau                                   |                                                                          | 61 m (200 ft)      | 16      | 2016            | Khách sạn             |           |
| Cao Bằng              | Cao Bằng              | Muong Thanh Luxury Cao Bang                                 | Một góc thành phố Cao Bằng.jpg                                           | 84 m (276 ft)      | 22      | 2022            | Khách sạn             |           |
| Cần Thơ               | Ninh Kiều             | Sheraton Can Tho                                            | Vincom Xuân Khánh.jpg                                                    | 120 m (394 ft)     | 30      | 2016            | Khách sạn             | [ 10 ]    |
| Đà Nẵng               | Sơn Trà               | Times Square Đà Nẵng                                        | My Khe Beach Danang Highrises.jpg                                        | 190 m (623 ft)     | 52      | 2021 (Trì hoãn) | Căn hộ                | [ 11 ]    |
| Đắk Lắk               | Buôn Ma Thuột         | Muong Thanh Luxury Buon Ma Thuot                            |                                                                          | 76 m (249 ft)      | 18      | 2017            | Khách sạn             | [ 12 ]    |
| Đắk Nông              | Gia Nghĩa             | Khối nhà chính Bệnh viện Đa khoa tỉnh Đắk Nông              |                                                                          | 31 m (102 ft)      | 7       | 2025 (Cất nóc)  | Bệnh viện             |           |
| Điện Biên             | Điện Biên Phủ         | Trụ sở Chi cục Hải Quan Khu vực VII - tỉnh Điện Biên        |                                                                          | 35 m (115 ft)      | 9       | 2017            | Hành chính            |           |
| Đồng Nai              | Biên Hòa              | Universe Complex C3                                         |                                                                          | 100 m (328 ft)     | 28      | 2023 (Trì hoãn) | Căn hộ                | [ 13 ]    |
| Đồng Tháp             | Cao Lãnh              | Trung tâm Hành chính công tỉnh Đồng Tháp                    |                                                                          | 42,1 m (138 ft)    | 10      | 2022            | Hành chính            | [ 14 ]    |
| Gia Lai               | Pleiku                | Đức Long Tower                                              | Một góc TP. Pleiku.jpg                                                   | 70,6 m (232 ft)    | 20      | 2010            | Căn hộ                | [ 15 ]    |
| Hà Giang              | Hà Giang              | Four Points by Sheraton Ha Giang                            |                                                                          | 94,1 m (309 ft)    | 19      | 2024            | Khách sạn             | [ 16 ]    |
| Hà Nam                | Phủ Lý                | Meliá Vinpearl Phu Ly                                       |                                                                          | 103 m (338 ft)     | 27      | 2018            | Khách sạn             |           |
| Hà Nội                | Nam Từ Liêm           | AON Hanoi Landmark Tower                                    |                                                                          | 336 m (1.102 ft)   | 72      | 2011            | Hỗn hợp               | [ 17 ]    |
| Hà Tĩnh               | Hà Tĩnh               | Mélia Vinpearl Ha Tinh                                      |                                                                          | 137 m (449 ft)     | 36      | 2017            | Khách sạn             |           |
| Hải Dương             | Hải Dương             | Lighthouse Ecorivers Hải Dương                              |                                                                          | 120 m (394 ft)     | 30      | 2022            | Căn hộ                | [ 18 ]    |
| Hải Phòng             | Hải An                | Diamond Crown Tower                                         | Skyline-duong-Le-Hong-Phong-Hai-Phong-2024.jpg                           | 186 m (610 ft)     | 45      | 2025 (Cất nóc)  | Khách sạn             | [ 19 ]    |
| Hậu Giang             | Châu Thành A          | Tây Đô Plaza                                                |                                                                          | 56,8 m (186 ft)    | 16      | 2024 (Trì hoãn) | Căn hộ                | [ 20 ]    |
| Hòa Bình              | Hòa Bình              | Sao Vàng Tower                                              |                                                                          | 51 m (167 ft)      | 15      | 2022            | Căn hộ                |           |
| Huế                   | Thuận Hóa             | Meliá Vinpearl Hue                                          |                                                                          | 160 m (525 ft)     | 39      | 2018            | Khách sạn             | [ 21 ]    |
| Hưng Yên              | Văn Giang             | Sky Forest                                                  |                                                                          | 166 m (545 ft)     | 41      | 2025 (Cất nóc)  | Căn hộ                | [ 22 ]    |
| Khánh Hòa             | Nha Trang             | Muong Thanh Luxury Nha Trang                                | Nha Trang, Vietnam - 53119836077.jpg                                     | 166,1 m (545 ft)   | 47      | 2014            | Khách sạn             | [ 23 ]    |
| Kiên Giang            | Phú Quốc              | InterContinental Phu Quoc Long Beach Resort Sky Tower       |                                                                          | 81,5 m (267 ft)    | 20      | 2018            | Khách sạn             |           |
| Kon Tum               | Kon Tum               | Trụ sở Vietinbank chi nhánh Kon Tum                         |                                                                          | 39,5 m (130 ft)    | 10      | 2017            | Ngân hàng             |           |
| Lai Châu              | Lai Châu              | Hoang Nham Luxury Hotel                                     |                                                                          | 62,5 m (205 ft)    | 14      | 2019            | Khách sạn             | [ 24 ]    |
| Lạng Sơn              | Lạng Sơn              | Four Points by Sheraton Lang Sơn                            | Cột cờ Lạng Sơn.jpg                                                      | 80 m (262 ft)      | 21      | 2018            | Khách sạn             |           |
| Lào Cai               | Lào Cai               | The Manor Tower                                             |                                                                          | 99,9 m (328 ft)    | 25      | 2025 (Cất nóc)  | Hỗn hợp               | [ 25 ]    |
| Lâm Đồng              | Đà Lạt                | Trường Cao đẳng Đà Lạt                                      |                                                                          | 54 m (177 ft)      | 3       | 1932            | Giáo dục              | [ 26 ]    |
| Long An               | Tân An                | Trụ sở làm việc Công an tỉnh Long An                        |                                                                          | 42,2 m (138 ft)    | 9       | 2025 (Cất nóc)  | Hành chính            | [ 27 ]    |
| Nam Định              | Nam Định              | Nam Cuong Nam Dinh Hotel                                    |                                                                          | 88 m (289 ft)      | 25      | 2017            | Khách sạn             |           |
| Nghệ An               | Vinh                  | Sheraton Vinpearl Vinh                                      |                                                                          | 145 m (476 ft)     | 36      | 2025 (Cất nóc)  | Khách sạn             |           |
| Ninh Bình             | Hoa Lư                | Pullman Ninh Binh Hotel                                     | 2022-07-20 Thành phố Ninh Bình, Ninh Bình, Việt Nam 001.jpg              | 103 m (338 ft)     | 27      | 2016 (Trì hoãn) | Khách sạn             |           |
| Ninh Thuận            | Phan Rang – Tháp Chàm | Nuvensa Sunbay Park Phan Rang                               | Phan Rang-Panduranga beach.jpg                                           | 188,9 m (620 ft)   | 48      | 2023 (Trì hoãn) | Căn hộ / Khách sạn    |           |
| Phú Thọ               | Thanh Thủy            | Wyndham Lynn Times                                          | Apec Mandala Wyndham Thanh Thuỷ.jpg                                      | 125,8 m (413 ft)   | 35      | 2022            | Căn hộ / Khách sạn    | [ 28 ]    |
| Phú Yên               | Tuy Hòa               | Apec Mandala Wyndham Phú Yên                                |                                                                          | 103 m (338 ft)     | 27      | 2022            | Căn hộ / Khách sạn    |           |
| Quảng Bình            | Đồng Hới              | Crowne Plaza Quang Binh City Centre                         |                                                                          | 131 m (430 ft)     | 35      | 2026 (Cất nóc)  | Khách sạn             | [ 29 ]    |
| Quảng Nam             | Duy Xuyên             | Hoiana Hotels & Suites                                      |                                                                          | 92,7 m (304 ft)    | 21      | 2023            | Khách sạn             | [ 30 ]    |
| Quảng Ngãi            | Quảng Ngãi            | Trung tâm chỉ huy Công an tỉnh Quảng Ngãi                   |                                                                          | 54 m (177 ft)      | 15      | 2025 (Cất nóc)  | Hành chính            |           |
| Quảng Ninh            | Hạ Long               | ICON40 Hạ Long                                              |                                                                          | 165,5 m (543 ft)   | 40      | 2025 (Cất nóc)  | Căn hộ                | [ 31 ]    |
| Quảng Trị             | Đông Hà               | Muong Thanh Grand Quang Tri                                 |                                                                          | 57 m (187 ft)      | 15      | 2014            | Khách sạn             |           |
| Sóc Trăng             | Sóc Trăng             | Tòa nhà VNPT Sóc Trăng                                      | Thành phố Sóc Trăng. IMG.jpg                                             | 41,1 m (135 ft)    | 9       | 2013            | Viễn thông            | [ 32 ]    |
| Sơn La                | Sơn La                | Muong Thanh Luxury Son La                                   |                                                                          | 42 m (138 ft)      | 11      | 2018            | Khách sạn             |           |
| Tây Ninh              | Tây Ninh              | Meliá Vinpearl Tay Ninh                                     | Tây Ninh, 2023 (cropped).jpg                                             | 90,8 m (298 ft)    | 21      | 2018            | Khách sạn             | [ 33 ]    |
| Thái Bình             | Thái Bình             | Eden Garden Thái Bình                                       |                                                                          | 108,5 m (356 ft)   | 30      | 2025            | Căn hộ                | [ 34 ]    |
| Thái Nguyên           | Thái Nguyên           | Thái Nguyên Tower                                           |                                                                          | 133 m (436 ft)     | 35      | 2021            | Căn hộ                | [ 35 ]    |
| Thanh Hóa             | Hạc Thành             | Mélia Vinpearl Thanh Hoa                                    |                                                                          | 136 m (446 ft)     | 33      | 2018            | Khách sạn             | [ 36 ]    |
| Thành phố Hồ Chí Minh | Bình Thạnh            | Landmark 81                                                 |                                                                          | 461,2 m (1.513 ft) | 81      | 2018            | Hỗn hợp               | [ 37 ]    |
| Tiền Giang            | Mỹ Tho                | Central Plaza Hotel My Tho                                  | Công viên Tết Mậu Thân (Giếng Nước nhỏ) ở Phường 4, Thành phố Mỹ Tho.jpg | 74,9 m (246 ft)    | 20      | 2024            | Khách sạn             | [ 38 ]    |
| Trà Vinh              | Trà Vinh              | Nhà B và D Bệnh viện Đa khoa tỉnh Trà Vinh                  |                                                                          | 45 m (148 ft)      | 9       | 2022            | Bệnh viện             | [ 39 ]    |
| Tuyên Quang           | Tuyên Quang           | Muong Thanh Grand Tuyen Quang                               |                                                                          | 57 m (187 ft)      | 15      | 2016            | Khách sạn             |           |
| Vĩnh Long             | Vĩnh Long             | Trung tâm Hành chính tỉnh Vĩnh Long                         |                                                                          | 50,5 m (166 ft)    | 14      | 2022            | Hành chính            | [ 40 ]    |
| Vĩnh Phúc             | Vĩnh Yên              | VCI Tower                                                   |                                                                          | 93 m (305 ft)      | 25      | 2022            | Căn hộ                | [ 41 ]    |
| Yên Bái               | Yên Bái               | Khách sạn Hoa Sen Yên Bái                                   |                                                                          | 57 m (187 ft)      | 15      | 2019 (Trì hoãn) | Khách sạn             |           |

## Tòa nhà cao nhất đang được xây dựng
Các tòa nhà trong danh sách này nếu được hoàn thành, sẽ vượt qua chiều cao của tòa nhà cao nhất hiện tại ở tỉnh thành của nó.
| Tỉnh thành | Vị trí    | Tòa nhà                           | Chiều cao | Số tầng | Dự kiến hoàn thành | Chú thích              |
| ---------- | --------- | --------------------------------- | --------- | ------- | ------------------ | ---------------------- |
| Bình Dương | Thuận An  | Astral City: The Virgo            | 151,9     | 40      | 2024               |                        |
| Bình Định  | Quy Nhơn  | Quy Nhơn Seaview                  | 170       | 45      | 2024               |                        |
| Đà Nẵng    | Sơn Trà   | Nimus Wyndham Soleil              | 195,2     | 57      | 2023               | Dự án đang bị trì hoãn |
| Đồng Tháp  | Sa Đéc    | Trung tâm thương mại Đồng Tháp    | 100       | 25      | 2023               |                        |
| Hà Giang   | Hà Giang  | Vinpearl Hotel Hà Giang           | 65        | 19      | 2023               |                        |
| Hưng Yên   | Văn Giang | Sky Forest                        | 156,9     | 41      | 2024               |                        |
| Khánh Hòa  | Nha Trang | Tropicana Complex Nha Trang       | 185       | 50      | 2024               | Dự án đang bị trì hoãn |
| Ninh Thuận | Phan Rang | SunBay Park Lazurya Phan Rang Bay | 270       | 55      | 2024               |                        |
| Thái Bình  | Thái Bình | Eden Garden                       | 102       | 30      | 2024               |                        |
| Thanh Hóa  | Sầm Sơn   | Trung tâm Thương mại Sầm Sơn      | 190       | 50      | 2024               | Dự án đang bị trì hoãn |
| Quảng Bình | Đồng Hới  | Regal Residence Luxury            | 145       | 40      | Q4/2027            |                        |
| Quảng Nam  | Điện Bàn  | Mai House Hotel                   | 155       | 38      | 2024               | Dự án đang bị trì hoãn |
| Quảng Ninh | Hạ Long   | Icon40 Hạ Long                    | 165,5     | 40      | 2024               |                        |

## Các tòa nhà đã lên kế hoạch, phê duyệt hoặc đề xuất
Các tòa nhà trong danh sách này nếu được hoàn thành, sẽ vượt qua chiều cao của tòa nhà cao nhất hiện tại ở tỉnh thành của nó.
| Tỉnh thành        | Vị trí        | Tòa nhà                               | Chiều cao | Số tầng | Năm  | Trạng thái                |
| ----------------- | ------------- | ------------------------------------- | --------- | ------- | ---- | ------------------------- |
| An Giang          | Long Xuyên    | Phú Cường Plaza                       | 100       | 25      | -    | Đề xuất                   |
| Bà Rịa - Vũng Tàu | Vũng Tàu      | Tòa nhà 70 tầng FLC                   | 300       | 70      | -    | Đề xuất                   |
| Bà Rịa - Vũng Tàu | Vũng Tàu      | Five Star Odyssey                     | 196,5     | 50      | -    | Phê duyệt                 |
| Bắc Ninh          | Bắc Ninh      | Tháp đôi Him Lam                      | 188       | 45      | -    | Đề xuất                   |
| Bình Định         | Quy Nhơn      | Geenhill International Center         | 270       | 60      | 2025 | Kế hoạch                  |
| Bình Phước        | Đồng Xoài     | Trung tâm Hành chính tỉnh Bình Phước  | 51        | 15      | -    | Kế hoạch                  |
| Cà Mau            | Cà Mau        | Khách sạn Quốc tế Sao Mai             | 85        | 22      | -    | Kế hoạch                  |
| Cần Thơ           | Bình Thủy     | Stella Icon                           | 136       | 40      | -    | Đề xuất                   |
| Đắk Lắk           | Buôn Ma Thuột | Vinpearl Đắk Lắk Hotel                | 133       | 35      | -    | Đề xuất                   |
| Đồng Nai          | Biên Hòa      | Fresia Tân Vạn                        | 102       | 30      | -    | Đề xuất                   |
| Hà Nội            | Đông Anh      | Phương Trạch                          | +600      | 108     | 2028 | Khởi công ngày 10/11/2023 |
| Hải Dương         | Hải Dương     | TNR Royal Park                        | 119       | 35      | -    | Đề xuất                   |
| Hưng Yên          | Văn Giang     | CBD Ecopark: Tháp 72 tầng Samsung     | 320       | 72      | -    | Đề xuất                   |
| Hưng Yên          | Văn Giang     | CBD Ecopark: Tháp 54 tầng Vietcombank | 240       | 54      | -    | Đề xuất                   |
| Gia Lai           | Pleiku        | Hoàng Anh Pleiku Plaza & Apartment    | 105       | 31      | -    | Đề xuất                   |
| Lạng Sơn          | Lạng Sơn      | Trung tâm hành chính tỉnh Lạng Sơn    | 100       | 26      | -    | Đề xuất                   |
| Long An           | Tân An        | Trung tâm Thương mại Long An          | 89        | 26      | -    | Đề xuất                   |
| Nghệ An           | Vinh          | Vinpearl Hotel Quang Trung            | 141       | 37      | -    | Kế hoạch                  |
| Phú Yên           | Tuy Hòa       | TNR Grand Palace                      | 150       | 40      | 2024 | Phê duyệt                 |
| Thái Bình         | Thái Bình     | Tháp Thái Bình                        | 126       | 25      | -    | Phê duyệt                 |
| Thanh Hóa         | Sầm Sơn       | JW Marriott Sầm Sơn                   | 190       | 50      | -    | Đề xuất                   |
| Quảng Ninh        | Hạ Long       | Domino Halong Bay Tower               | 540       | 99      | -    | Đề xuất                   |
| Quảng Ninh        | Vân Đồn       | Tháp chữ V Heritage Road              | 500       | 88      | -    | Phê duyệt                 |